# Сольден, Арман
Арман Сольден (21 марта 1991, Сараево[…] — 9 мая 2023, Часов Яр, Донецкая область) — французский журналист. Погиб 9 мая 2023 года, освещая российско-украинскую войну.

## Биография
Родился 21 марта 1991 года в Сараево. Был эвакуирован во Францию в 1992 году в возрасте 12 месяцев. Сольден говорил по-французски, по-английски, по-итальянски и немного по-боснийски. Работал на Agence France-Presse с 2015 года в Риме, затем в Лондоне, с 2020 года снова в Риме. Поскольку в феврале 2022 года началось российское вторжение, его немедленно отправили в Украину с командой Agence France-Presse для освещения боевых действий. Позже его заменили, вопреки его желанию, но он вернулся на Украину в сентябре 2022 года, работая видеокоординатором.
9 мая 2023 года группа находилась в районе города Часов Яр Донецкой области вместе с отрядом украинских военных. Сольден погиб от ракеты, разорвавшейся рядом с тем местом, где он лежал, больше никто не пострадал. Сольдену на момент смерти было 32 года.
Сольден был активным пользователем социальных сетей. Одна из историй, которая привлекла внимание, была, когда он и его команда нашли раненого ежа в окопе, накормили и через пару дней выпустили его на природу.

## Награды
- Кавалер ордена Почётного легиона (2023, посмертно).
- Орден «За заслуги» III степени (4 сентября 2023 года, посмертно, Украина) — за весомый личный вклад в укрепление межгосударственного сотрудничества, поддержку государственного суверенитета и территориальной целостности Украины, популяризацию Украинского государства в мире[11].